# Augea
Augea – miejscowość i gmina we Francji, w regionie Burgundia-Franche-Comté, w departamencie Jura.
Według danych na rok 1990 gminę zamieszkiwało 285 osób, a gęstość zaludnienia wynosiła 38 osób/km² (wśród 1786 gmin Franche-Comté Augea plasuje się na 468. miejscu pod względem liczby ludności, natomiast pod względem powierzchni na miejscu 605.).